# Вільям Ф. Нолан
Вільям Ф(ренсіс) Нолан (англ. William F(rancis) Nolan; 6 березня 1928, Канзас-Сіті, штат Міссурі, США — 15 липня 2021, Ванкувер, штат Вашингтон, США) (англ.) — американський письменник, автор понад 100 творів у жанрах наукової фантастики, фентезі, жахів і детективної фантастики.

## Кар'єра
У 1950-х роках Нолан приєднався до фанатів наукової фантастики та опублікував кілька фензинів, у тому числі Рев'ю Рея Бредбері. У цей час Нолан подружився з кількома письменниками-фантастами, зокрема з Реєм Бредбері, Робертом Блохом, Річардом Метісоном, Чарльзом Б'юмонтом та Реєм Расселом. Нолан став професійним автором у 1956 році Нолан, мабуть, найбільш відомий тим, що був співавтором роману «Втеча Лоґана» разом з Джорджем Клейтоном Джонсоном, але написав буквально сотні творів, від поезії до наукової літератури та прози, для багатьох видань, таких як Sports Illustrated, Rogue, Playboy, Dark Discoveries, Безіменний дайджест та ін. Нолан написав кілька загадкових романів, у тому числі серію «Чалліс». Він також мав довгу кар'єру в кіноіндустрії, головним чином працюючи на Дена Кертіса, і був співавтором сценарію для фільму жахів 1976 року «Спалення», в якому знялися Карен Блек і Бетт Девіс.
Нолан також був плідним редактором збірок (іншими) та антологій, нещодавно разом із другом, режисером і письменником Джейсоном В. Броком видав дві антології: The Bleeding Edge (2009), з оповіданнями колег-письменників Рея Бредбері, Річарда Метісона, Джорджа Клейтона Джонсона, Джона Ширлі, Дена О'Беннона та кількох інших, а також The Devil's Coattails (2012), у якому представлені пропозиції Ремзі Кемпбелла, С. Т. Джоші, Річарда Селцера, Ерла Хамнера-молодшого та інших, обидва від Cycatrix Прес. Нолан об'єднався з Bluewater Productions для серії коміксів «Втеча Логана: Останній день», випущеної в 2010 році. Крім того, він розробив комікси на основі ще однієї своєї власності для Bluewater: «Оповідання з темного всесвіту Вільяма Ф. Нолана» (історії, адаптовані Ноланом і Броком і опубліковані в 2013 році). Ще один мінісеріал коміксів «Сем Спейс» (майбутній) розроблено та затверджено.
Серед багатьох його нагород Нолан був номінований один раз на премію Едгара Аллана По від «Товариства письменників детективного жанру Америки». У 2002 році Міжнародна гільдія жахів визнала його живою легендою темного фентезі, а в 2006 році йому було присвоєно почесне звання почесного автора Асоціації авторів наукової фантастики та фентезі Америки. У 2010 році він отримав премію Брема Стокера за пожиттєві досягнення від Асоціації письменників жахів (HWA). У 2013 році разом із Браєном В. Олдісом він отримав премію на Всевітньому конвенті фентезі у Брайтоні, Англія. У травні 2014 року Нолану була вручена ще одна премія — Брема Стокера за видатні досягнення в галузі нехудожньої літератури за його збірки про його покійного друга Рея Бредбері під назвою «Нолан про Бредбері: Шістдесят років написання про Майстра наукової фантастики». У 2015 році Нолан був названий Гросмейстром Всесвітнього товариства жахів (англ. World Horror Society); премію було вручено на Всесвітній конвенції жахів в Атланті, штат Джорджія, у травні того ж року.

## Особисте життя
Нолан народився в Канзас-Сіті, штат Міссурі, в сім'ї Бернадет Маріани Келлі, стенографістки, та Майкла Кехілла Нолана, авантюриста та спортсмена. Його сім'я була ірландським католиком. Він коротко відвідував Інститут мистецтв Канзас-Сіті. Пізніше він працював у Hallmark Cards, Inc., писав вірші та ілюстрував вітальні листівки, перш ніж переїхати до Каліфорнії з батьками.
Після кількох років роботи в офісах він зустрів Чарльза Бомонта, який залишався близьким другом до передчасної смерті Бомонта у віці тридцяти восьми років. Бомонт зіграв важливу роль у тому, що Нолан став письменником.
Нолан був близьким другом радіописьменника Нормана Корвіна, а також письменника-спекулятивного Рея Бредбері. Він також був членом впливової Школи письменників Південної Каліфорнії в 1950–1960-х роках (неофіційно відомої як «Група»), багато з яких писали для Альфреда Хічкока: «Подарунки», «Сутінкова зона», «Зоряний шлях» та інших популярних серіалів. день. Нолан був етичним вегетаріанцем і любив тварин. Пізніше він все ще писав нові матеріали та брав активну участь у різноманітних літературних проектах і з'їздах (він був почесним гостем на «Кіллер кон» та Portland's Orycon, а також спеціальним гостем на Всесвітній конвенції жахів, Всесвітній конвенції фентезі та багатьох інші) і можливості просування.
Незважаючи на те, що він розлучився більше десяти років, він був одружений з 1970 року. Він проживав у Ванкувері, штат Вашингтон. Про свою роботу він сказав: «Мене щось захоплює, і я хочу про це написати».
Нолан помер від ускладнень інфекції в липні 2021 року у віці 93 років.

## Вибрана бібліографія

### Романи

#### Лоґан
- Втеча Лоґана (1967) — Роман (з Джорджем Клейтоном Джонсоном)
- Світ Лоґана (1977) — другий роман в оригінальній «Трилогії Лоґана»
- Пошуки Лоґана (1980) — третій роман у «Трилогії Лоґана»
- Повернення Лоґана (2001) — повість, випущена як електронна книга

#### Чорна маска
- Вбивства чорної маски (1994) — роман
- Мармуровий сад (1996) — роман
- Акули ніколи не сплять (1998) — роман

#### Сем Спейс
- Космос напрокат (1971) — роман
- Оглядай космос (1985) — роман
- 3 Для космосу (1992) — збірка
- Далеко (2004) — збірка
- Сім за космос (2008) — збірка

#### Чолліс
- Смерть для невдах (1968) — роман
- Перехрестя білого хама (1969) — роман
- Гелле на колесах (1992) — повість
- Брати Чалліс (1996) — збірка

#### Кінкейд
- Піратський місяць (1987) — повість
- Брокса (1991) — повість
- Жах Вінчестера (1998) — повість
- Демон! [Перевидання Брокси] (2005) — повість
- Кінкейд: Книга паранормальних явищ (2011) — збірка

### Біографічні книги

#### Про Макса Бренда
- Найкращі західні історії Макса Бренда (1981) — збірка творів Бренда
- Найкращі західні історії Макса Бренда II (1985) — збірка творів Бренда
- Макс Бренд: Західний гігант (1986) — Антологія/Бібліографія
- Кращі західні історії Макса Бренда III (1987) — збірка творів Бренда
- "Казки Дикого Заходу " (1997) — збірка творів Бренда
- Більше казок Дикого Заходу (1999) — збірка творів Бренда
- Маскарад (2005) — збірка творів Бренда
- Король пальпів (20??) — біографія

#### Про Дешила Хеммета
- Дешилл Гемметт: збірник справ (1969) — Критичне дослідження
- Геммет: Життя на межі (1983) — біографія
- Тире (2004) — сценічна гра
- Чоловік на ім'я Деш: Життя та часи Семюеля Дешила Геммета (Альфред А. Нопф, 2015 [попередня дата виходу]) — остаточна біографія

#### Про Рея Бредбері
- Огляд Рея Бредбері (1952) — Антологія
- Індекс Рея Бредбері (1953) — Памфлет
- Супутник Рея Бредбері (1975) — біографія/бібліографія
- Хроніки кульбаби (1984) — Памфлет
- Хроніки Бредбері (1991) — Антологія (разом з Мартіном Х. Грінбергом)
- Нолан про Бредбері: Шістдесят років написання про магістра наукової фантастики (2013; Hippocampus Press) — Збірник документальної літератури (за редакцією С. Т. Джоші)

#### Інші біографії та документальна література
- Пригода на колесах (1959) — автобіографія Джона Фіча
- Барні Олдфілд (1961) — біографія
- Phil Hill: Yankee Champion (1962) — біографія
- Джон Г'юстон: Король повстанців (1965) — біографія
- Грішники та суперлюди (1965) — збірка нехудожьної літератури
- Стів Макквін: Зірка на колесах (1972) — біографія
- Хемінгуей: Останні дні лева (1974) — біографічна збірка
- Макквін (1984) — біографія
- Хлопці з чорної маски (1985) — біографія/антологія
- Як писати фантастику жахів (1990) — Довідкова література
- Будьмо креативними: пишіть художню літературу, яка продається! (2006) — довідкова книга

### Бібліографії
- Творчість Чарльза Бомонта (1986)
- Творчість Вільяма Ф. Нолана (1988)

### Антології та збірки (як редактор)
- Диявол у тобі (1962) — Антологія (разом з Чарльзом Б'юмонтом; Нолан не вказаний як співавтор)
- Псевдолюди (1965)
- Людина проти завтрашнього дня (1965)
- Il Meglio Della Fantascienza (1967)
- 3 до найвищої влади (1968)
- Пустелі зірок (1969)
- Море космосу (1970)
- Край вічності (1971) — збірка оповідань Чеда Олівера
- Майбутнє вже зараз (1971)
- Рівняння людини: чотири науково-фантастичні романи майбутнього (1971)
- Витоки наукової фантастики (1980) — Антологія (разом з Мартіном Г. Ґрінбергом)
- Міські жахи (1990) — Антологія (разом з Мартіном Г. Ґрінбергом)
- Каліфорнійське чаклунство, за редакцією Нолана та Вільяма Шефера (1998)
- Неординарний (2002) — збірка оповідань Річарда Метісона
- Кровоточивий край (2009) — антологія (разом з Джейсоном В. Броком)
- Хвости диявола (2012) — антологія (разом з Джейсоном В. Броком)

### Віршовані твори
- Маунті (1979) — Broadside
- Темні зустрічі (1986) — збірка
- Ви бачили вітер? (2003) — збірка
- Мене зустріне місячне сяйво (2004) — збірка з прозою та художніми творами
- Подорожі душею (2015) — збірка

### Книги про автоперегони
- Омнібус швидкості (1958) — антологія (разом з Чарльзом Б'юмонтом)
- Люди грому (1964) — збірка
- Коли ревуть двигуни (1964) — антологія (разом з Чарльзом Б'юмонтом)
- Карнавал швидкості (1973) — збірка

### Твори жахів
- Речі після опівночі (1984) — збірка
- Криваве небо (1991) — повість
- Пекельні сліди (1991) — роман
- Нічні форми (1995) — збірка
- Темний всесвіт Вільяма Ф. Нолана (2001) — ретроспектива кар'єри
- Світи ночі (2004) — збірка

### Різні роботи
- Перетин мистецтва у науковому фентезі (1952) — повість
- Image Power (1988) — Памфлет
- Відступники Ріо (1989) — вестерн
- Просто кінець (2002) — Памфлет
- З Марлоу в Лос-Анджелесі (2003) — Памфлет

### Інші збірки Нолана
- Удар-20 (1963) — Оповідання
- Чужі горизонти (1974)
- Чудосвіти (1977)
- Довга ніч (2000)
- Кораблі в ночі: та інші історії (2003) — збірка наукової фантастики, вестернів тощо.
- Дика галактика: вибрані науково-фантастичні історії (2005)
- Like a Dead Man Walking and Other Shadow Tales (під редакцією Джейсона В. Брока; поєднання наукової фантастики, жахів, поезії та літературних історій; Centipede Press, 2014)

### Сценарії
- Всепалення (1976)
- Хто туди йде? (він же The Thing) Screen treating (1978), написаний для Universal Studios (не виготовлений), опублікований Rocket Ride Books у «Who Goes There?: The Novella That Formed The Basis of THE THING» (2009)

### Телевізійні сценарії
- Мозкова хвиля (1959) — One Step Beyond
- Mental Lapse (1959) — Wanted: Dead or Alive
- Чорний пояс (1960) — Розшукується: Живий чи мертвий
- Радість життя (1971) — Норман Корвін представляє
- Плівки Норліса (1973) — фільм тижня NBC
- Поворот гвинта (1974) — міні-серіал ABC
- Трилогія терору (Міллісент і Тереза; Джулі) (1975) — фільм тижня ABC
- Мелвін Первіс: G-Man (1975)
- Пограбування неба (1975) — фільм тижня NBC
- Різанина в Канзас-Сіті (1975) — фільм тижня ABC
- Втеча Логана (1977) — пілот серіалу CBS
- Перша втрата (1981) — 240-Роберт
- Партнерство (1981) — Darkroom
- Міст через час, він же Терор на Лондонському мосту (1985) — фільм тижня NBC
- Трилогія терору II (Цвинтарні щури; Той, хто вбиває) (1996) — фільм тижня в США